# Pohreby (Browary)
Pohreby (ukrainisch Погреби; russisch Погребы Pogreby) ist ein Dorf im Nordosten der ukrainischen Hauptstadt Kiew mit etwa 2000 Einwohnern (2014).

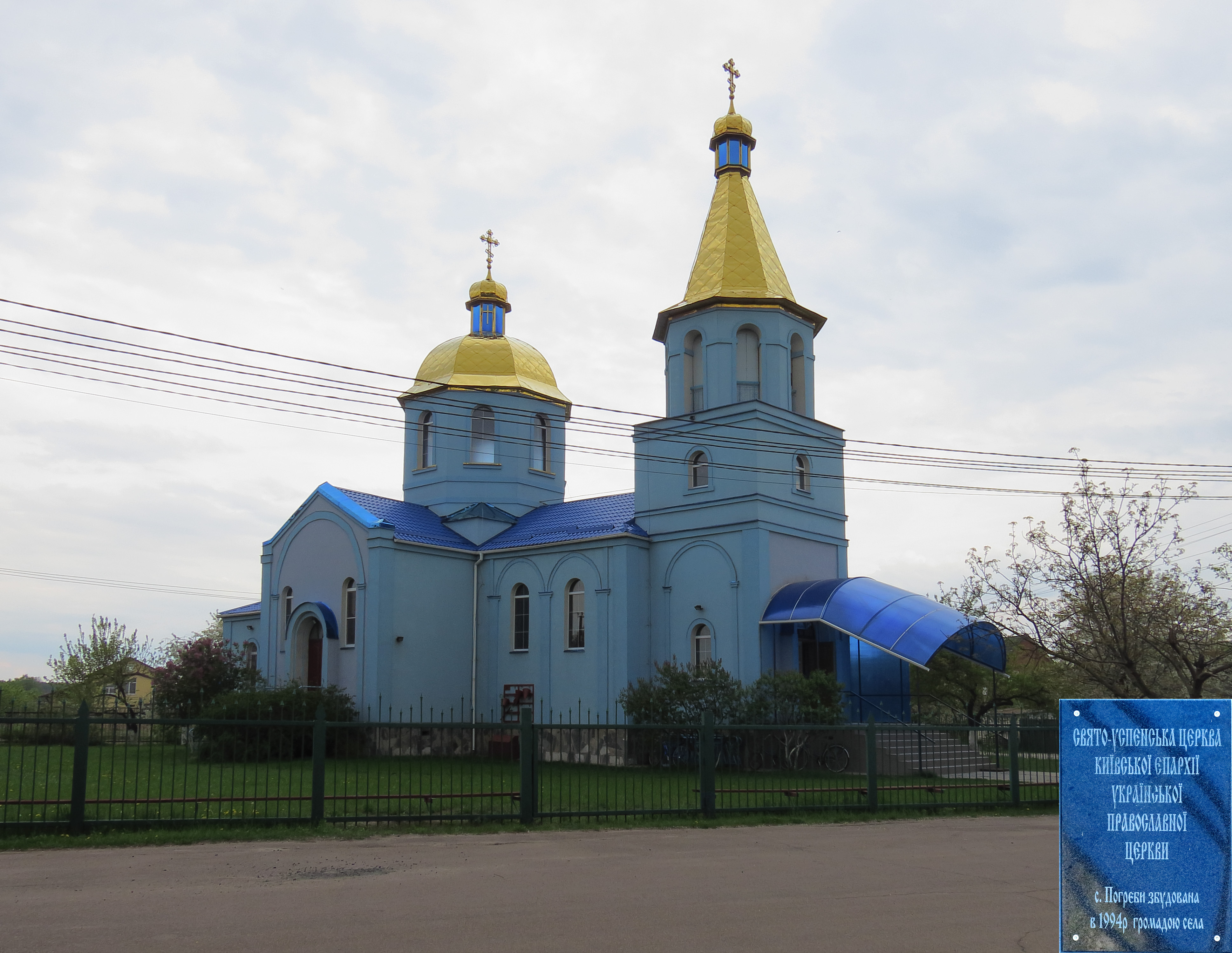
Kirche im Ort

Das 1455 gegründete Dorf liegt im Rajon Browary an der T–10–08 zwischen dem Stadtrajon Desna der Stadt Kiew und dem Ufer der Desna etwa 25 km nordöstlich des Stadtzentrums von Kiew und 20 km nordwestlich vom Rajonzentrum Browary. Auf dem gegenüberliegenden Desnaufer liegt das Dorf Chotjaniwka und im Osten grenzt das Dorf an Sasymja.
Am 12. Juni 2020 wurde das Dorf ein Teil der neugegründeten Landgemeinde Sasymja, bis dahin bildete es die gleichnamige Landratsgemeinde Pohreby (Погребська сільська рада/Pohrebska silska rada) im Westen des Rajons Browary.